# Bilinga (Burkina Faso)
Pour les articles homonymes, voir Bilinga.
Bilinga est une localité située dans le département de Oula de la province du Yatenga dans la région Nord au Burkina Faso.

## Géographie
Bilinga se trouve à 11 km au sud-ouest de Oula, le chef-lieu du département, et à environ 25 km au sud-est du centre de Ouahigouya. Le village est traversé par la route nationale 2 reliant le centre au nord du pays et se situe à 7 km à l'ouest de Ziga.

## Santé et éducation
Le centre de soins le plus proche de Bilinga est le centre de santé et de promotion sociale (CSPS) de Ziga tandis que le centre hospitalier régional (CHR) se trouve à Ouahigouya.